# Università di Nancy II
L'Università di Nancy 2 (Université Nancy 2) è un'università francese situata a Nancy, in Francia. Fa parte della federazione Nancy-Université, un gruppo di tre istituti di istruzione superiore a Nancy.
Il processo di fusione è iniziato nel 2009 con la creazione di un "pôles de recherche et d'enseignement supérieur" o PRES ed è stato completato il 1 gennaio 2012.
Nancy 2 ospitava 611 ricercatori/insegnanti e 496 segretari. Tiene 12.700 studenti a livello di Bachelor, 3.400 a livello di Master e 1.300 in altre qualifiche.